# Mirage Replicas

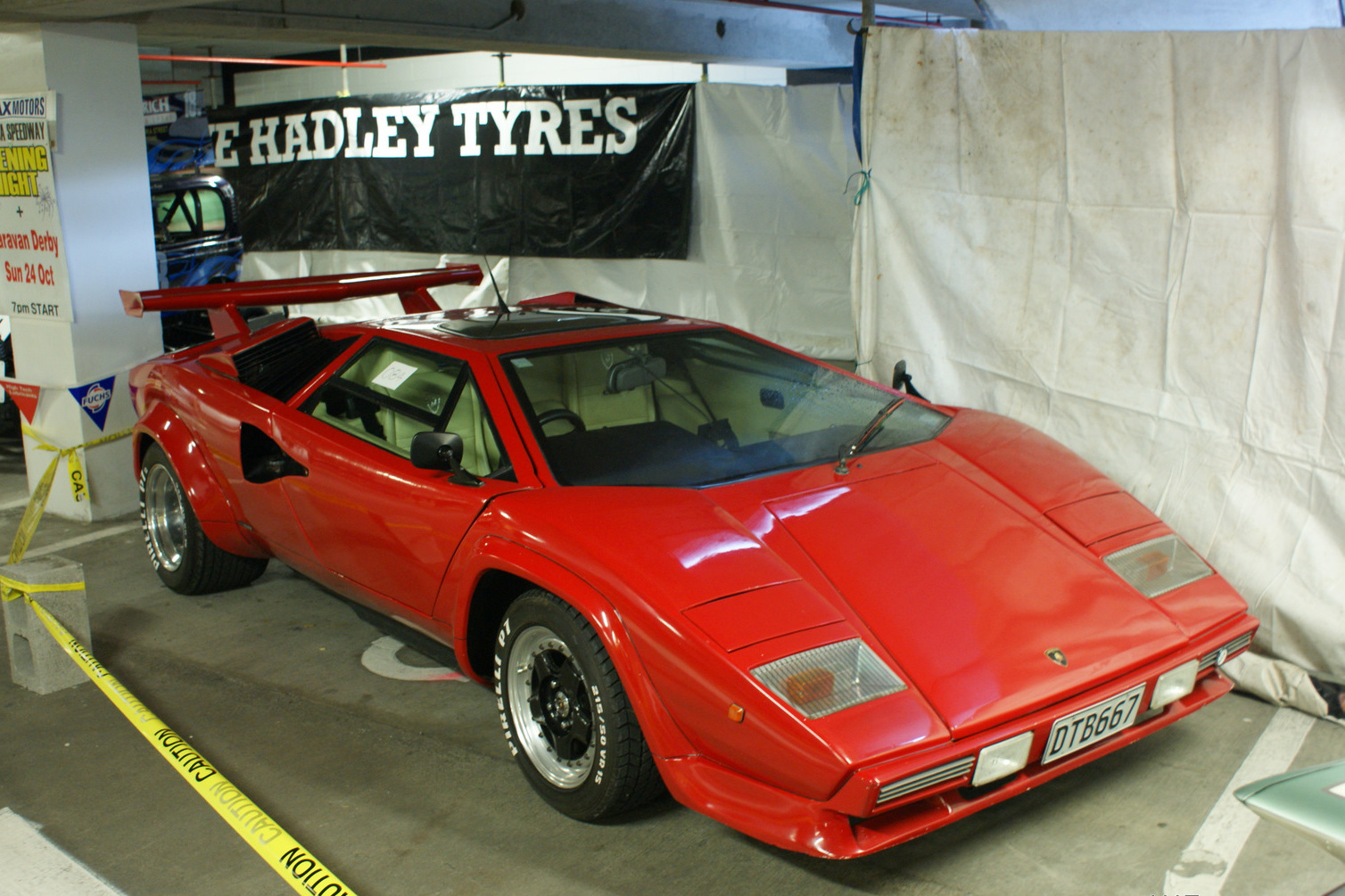
Mirage Countach Replica

Mirage Replicas Limited war ein britischer Hersteller von Automobilen.

## Unternehmensgeschichte
Gary Thompson, der vorher Venom Cars leitete, und Phil Cheetham gründeten 1988 das Unternehmen in Wellingborough in der Grafschaft Northamptonshire. Sie begannen mit der Produktion von Automobilen und Kits. Der Markenname lautete Mirage. Ab 1991 leitete Cheetham das Unternehmen alleine. 2002 endete die Produktion.
DH Supercars unter Leitung von Dave Harrison und Clive Dingwall setzten die Produktion unter Beibehaltung des Markennamens von 2004 bis 2007 fort.
Insgesamt entstanden etwa 70 Exemplare.

## Fahrzeuge
Das einzige Modell war die Countach Replica, eine Nachbildung des Lamborghini Countach. Ein Spaceframe-Fahrgestell bildete die Basis. Darauf wurde eine Coupé-Karosserie aus Fiberglas montiert. Verschiedene Motoren von Ford Granada und Ford Scorpio, V6-Motoren von Alfa Romeo und Renault, V8-Motoren von Chevrolet und Rover sowie V12-Motoren von Jaguar Cars trieben die Fahrzeuge an.